# Стариково (Конаковский район)
Стариково — деревня в Конаковском районе Тверской области. Входит в состав Городенского сельского поселения.

## География
Находится в юго-восточной части Тверской области на расстоянии приблизительно 6 км на запад-юго-запад от поселка Редкино.

## История
Известна была с 1721 года как новопоселенная деревня, принадлежащая хозяйству тверского архиерея. В 1859 году учтено 14 двора, в 1900 — 28. В период коллективизации был создан колхоз имени 8-го марта.

## Население
Численность населения: 148 человек (1859 год), 47 (русские 90 %)в 2002 году, 26 в 2010.